# Gut Tucheim

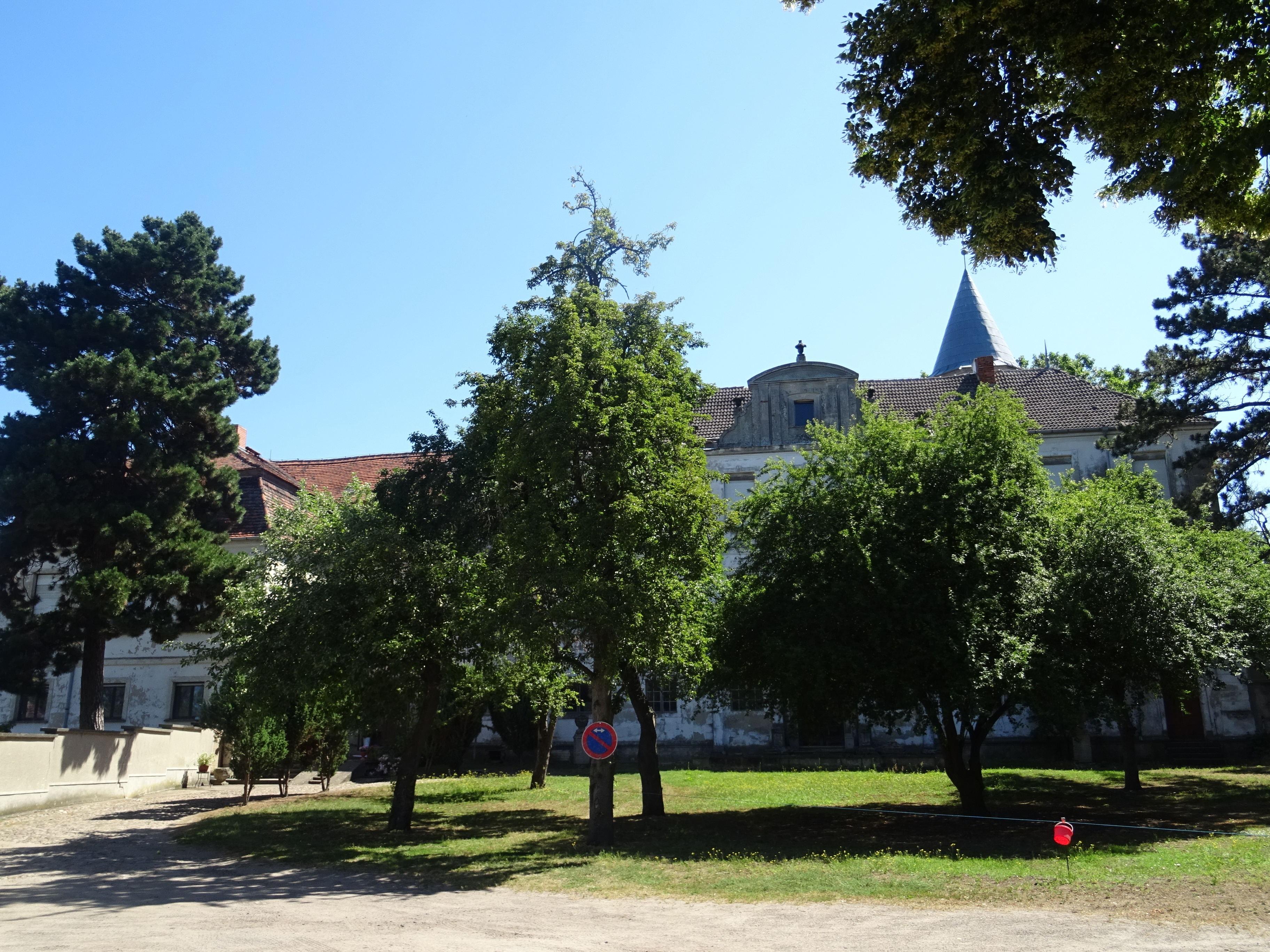
Gutshaus Tucheim

Das Gut Tucheim war ein Gutshof in Tucheim, einer Ortschaft der Stadt Genthin im Landkreis Jerichower Land in Sachsen-Anhalt. Das Gutshaus hat die Adresse Kurze Straße 5 und ist im Denkmalverzeichnis des Landes Sachsen-Anhalt unter der Erfassungsnummer 094 75051 als Baudenkmal aufgeführt.

## Geschichte
Tucheim wurde als altslawische Siedlung gegründet. In der ersten Hälfte des 10. Jahrhunderts war der Ort ein ottonischer Burgward. Die erste urkundliche Erwähnung findet Tucheim in einer Urkunde von 965, dort „civitas Tuchime“ genannt, mit der Kaiser Otto I. den Ort dem Erzstift Magdeburg schenkte. Der Erzbischof ließ im Ort eine Burg errichten, von der 1222 berichtet wird.
Seit mindestens 1338, wahrscheinlich bereits seit 1312, war Tucheim im Besitz der Familie von Byern. Ab 1338 war Gero von Byern Herr auf dem Rittergut Tucheim, das Nachkommen von ihm übernahmen.
Anfang des 17. Jahrhunderts kam Tucheim in den Besitz der Familie von der Schulenburg: 1602 kauften die Brüder Levin IV. (1571–1614), Hans XI. (1572–1611) und Joachim Friedrich (1581–1633) vom schwarzen Stamm der Familie von der Schulenburg, Söhne von Werner XVII. von der Schulenburg und Bertha Sophie geb. von Bartensleben aus dem Hause Wolfsburg, Tucheim von Jobst von Hopkopf, Komtur zu Wietersheim. Nach anderer Quelle wurde Tucheim 1603/04 von der Familie von Byern an die von der Schulenburg verkauft.
Joachim Friedrich von der Schulenburg brachte Tucheim durch Abfindung seiner beiden älteren Brüder und Zukäufe ganz an sich und ließ ein Herrenhaus auf dem Grund der alten erzbischöflichen Burg erbauen. Aus seiner Ehe mit Bertha von der Schulenburg ging der Sohn Werner XXII. (1611–1644) hervor, der das Gut Tucheim erbte. Werner XXII. von der Schulenburg, kurbrandenburgischer Kammerherr und Dompropst zu Brandenburg, blieb ehelos.
1644 erbten daher seine beiden Vettern, die Brüder Achaz II. (1610–1680) und Hans Georg I. (1613–1677) von der Schulenburg, das Gut Tucheim. Sie waren Kinder seines Onkels Levin IV. von der Schulenburg (1571–1614) und dessen Ehefrau Anna Maria geb. von Veltheim aus dem Hause Harbke (1580–1633). 1651 überließ Achaz II. von der Schulenburg das Gut Tucheim seinem jüngeren Bruder Hans Georg I., er bekam stattdessen Anteile an Beetzendorf und Walsleben.
Aus der Ehe von Hans Georg I. von der Schulenburg mit Elisabeth geb. von der Asseburg ging der Sohn Johann (1650–1719) hervor, der das Gut Tucheim übernahm. Johann von der Schulenburg hielt das Gut Tucheim bis 1718, dann tauschte er es mit Levin Dietrich von der Schulenburg (1678–1743), dem Sohn seines Vetters Dietrich Hermann I. (1638–1693), gegen das Gut Rittleben ein und nahm dort seinen Wohnsitz.
Da Levin Dietrich von der Schulenburg mit seiner Ehefrau Katharina Sophie geb. von der Asseburg aus dem Hause Meisdorf-Falkenstein (1686–1780) 16 Kinder hatte, ließ er das Herrenhaus abbrechen und durch einen größeren, zweistöckigen Neubau mit Mansarddach ersetzen, der bis heute erhalten ist.
Der dritte Sohn von Levin Dietrich und Katharina Sophie von der Schulenburg, Achaz Albrecht Ludwig (1713–1778), übernahm das Gut Tucheim und zahlte seine sechs noch lebenden Brüder aus. Achaz Albrecht Ludwig von der Schulenburg heiratete Anna Elisabeth von Mirbach (1733–1808). Ihr erster Sohn Dietrich Ernst Otto Albrecht (1756–1831) nahm Abschied vom Militär, um das Gut Tucheim zu bewirtschaften.
1800 überließ Dietrich Ernst Otto Albrecht von der Schulenburg das Gut Tucheim seinem jüngeren Bruder Friedrich Ferdinand Bernhard Achaz (1772–1847), nachdem er von seinem 1791 kinderlos verstorbenen Onkel Johann Heinrich von der Schulenburg die Standesherrschaft Lieberose geerbt hatte.
1834 verkaufte Friedrich Ferdinand Bernhard Achaz von der Schulenburg das Gut Tucheim an den Kammerherren Brandt von Lindau, um in Lieberose Schulden abzutragen. Danach wechselten die Besitzverhältnisse des Gutes Tucheim in schneller Folge.
Im 19. Jahrhundert bekam das Gutshaus seitliche Erweiterungen.
1892 erwarb ein Herr Struwe das Gut. 1901 verkaufte er zunächst das Gutshaus an den ehemaligen Generalleutnant Hans von Hobe (1843–1928) und teilte danach den Landbesitz in 134 Grundstücke, die er einzeln veräußerte. 1901 wurde auch der Turm erbaut, womit das Gutshaus, das auch als „Schloss Tucheim“ bezeichnet wird, seine heutige Gestalt bekam.
Am 1. Juli 1907 wurde der Gutsbezirk Tucheim in die Landgemeinde Tucheim eingegliedert.
Heute befindet sich das Gutshaus in Privatbesitz.